# کرسکو (میشیگان)
کرسکو (به انگلیسی: Ceresco) یک منطقهٔ مسکونی در ایالات متحده آمریکا است که در میشیگان واقع شده‌است. کرسکو ۲۷۳ متر بالاتر از سطح دریا واقع شده‌است.